# Wish I Had an Angel
„Wish I Had an Angel“ je singl od finské kapely Nightwish.

## Seznam skladeb
1. „Wish I Had An Angel (Album Version)“ - (04:08)
2. „Ghost Love Score (Instrumental Score)“ - (10:47)
3. „Where Were You Last Night (Ankie Bagger cover)“ - (03:52)
4. „Wish I Had An Angel (Demo Version)“ - (04:08)